# Lyman (Nebraska)
Lyman es una villa ubicada en el condado de Scotts Bluff en el estado estadounidense de Nebraska. En el Censo de 2010 tenía una población de 341 habitantes y una densidad poblacional de 333,32 personas por km².

## Geografía
Lyman se encuentra ubicada en las coordenadas 41°55′4″N 104°2′15″O / 41.91778, -104.03750. Según la Oficina del Censo de los Estados Unidos, Lyman tiene una superficie total de 1.02 km², de la cual 1.02 km² corresponden a tierra firme y (0%) 0 km² es agua.

## Demografía
Según el censo de 2010, había 341 personas residiendo en Lyman. La densidad de población era de 333,32 hab./km². De los 341 habitantes, Lyman estaba compuesto por el 78.01% blancos, el 0% eran afroamericanos, el 0% eran amerindios, el 0.29% eran asiáticos, el 0% eran isleños del Pacífico, el 21.41% eran de otras razas y el 0.29% pertenecían a dos o más razas. Del total de la población el 41.35% eran hispanos o latinos de cualquier raza.